# Hemixylota varipes
Hemixylota varipes är en tvåvingeart som beskrevs av Shannon och Aubertin 1933. Hemixylota varipes ingår i släktet Hemixylota och familjen blomflugor. Inga underarter finns listade i Catalogue of Life.